# Georges Galley
Georges Galley, född 22 maj 1926 i Champigny-sur-Marne, död 7 december 1994, var en fransk skådespelare.

## Filmografi (urval)
- 1950 – Hamnkrog
- 1953 - Femmes de Paris
- 1955 – Kärleksmanöver
- 1956 – Gorilla
- 1957 - Une nuit au Moulin-Rouge
- 1958 - Miss Pigalle